# NGC 2196
NGC 2196 este o emission-line galaxy⁠(d) situată în constelația Iepurele. A fost descoperită în 1784 de către William Herschel. Se află la o distanță de 32,69 de megaparseci de Pământ.